# بطولة تونس للكرة الطائرة للرجال 2001-2002
بطولة تونس للكرة الطائرة للرجال 2001-2002 هو الموسم رقم 47 من بطولة تونس للكرة الطائرة للرجال.

فاز بهذا الموسم النجم الرياضي الساحلي.

## روابط خارجية
- الموقع الرسمي للجامعة التونسية للكرة الطائرة.